# Lezioni di tenebra
Lezioni di tenebra è il primo libro scritto in italiano da Helena Janeczek e pubblicato nel 1997. È stato tradotto in tedesco e francese ed ha vinto nel 1998 il Premio Bagutta Opera prima e il Premio Giuseppe Berto.

## Contenuto
Helena Janeczek compie un viaggio insieme alla madre in Polonia. È l'anno 1993 ed esattamente cinquant'anni prima la madre aveva lasciato la famiglia per sfuggire all'internamento nei campi di sterminio nazista. In tutto questo tempo, Helena, ormai trentenne, non aveva capito quanto la madre si sentisse in colpa per essere sopravvissuta allo sterminio della sua intera famiglia. Anche il padre, morto nel 1984 circa, era l'unico superstite della sua famiglia. Sposatisi e stabiliti proprio in Germania, a Monaco di Baviera, i due avevano accettato per loro e per la figlia il passaporto e la cittadinanza, pur ribadendo in privato che tedeschi non erano e non lo sarebbero stati mai, altrimenti che legalmente.
Benché nata vent'anni dopo la fine della guerra, Helena è cresciuta trovando sempre troppo tardi le risposte alle legittime domande che la sua situazione comportava. Non ha saputo di essere ebrea, se non ai tempi della scuola; in casa solo i genitori parlavano raramente in polacco e non usavano l'ebraico (e nemmeno l'yiddish); le lingue parlate erano il tedesco e l'italiano, durante le periodiche vacanze in Italia, paese dove alla fine Helena ha deciso di vivere e sposarsi. A Monaco la madre passava addirittura per italiana, essendo titolare di un negozio di calzature italiane. Solo dopo molti anni, il padre aveva ripreso a frequentare la preghiera in sinagoga e questo aveva indirizzato Helena a una certa pratica dell'ebraismo, fatta attraverso le lingue che conosceva.
Ne è derivato un senso di non appartenenza che ha limitato la giovane anche in questioni di vita quotidiana, come la tendenza a ignorare la mancanza di documenti per evitare i posti di polizia e di burocrazia. Giustamente Helena si chiede se certe prerogative comportamentali passano nel DNA della persona, visto che non sono frutto di educazione. Infatti i genitori, pur così provati dalla mancanza totale delle loro famiglie, mai si erano sbilanciati a parlare di quello che era stato, lasciando alla scuola e a film e televisione il compito di edurre la loro figlia sul destino degli ebrei sotto il nazismo.
Fino al giorno fatidico del viaggio ai luoghi della memoria, madre e figlia non avevano fatto che litigare, anche con esternazioni della massima teatralità. Poi, giunte in Polonia con un gruppo organizzato di superstiti, la madre ha un crollo e comincia a gridare che ha lasciato la sua mamma e che ha passato tanti anni ad odiarsi per questo. La scena si ripete anche all'arrivo al campo di Auschwitz, ma Helena riconosce alla madre il diritto di urlare, di sfogarsi, perché questo contribuisce a dissipare le zone di tenebra della sua vita con i genitori. E il viaggio ha una prosecuzione con molte cerimonie commemorative, preghiere e lumini, c'è persino la visita al liceo dove ha studiato il padre e il viaggio fino alla città natale dei due genitori, con la vista delle loro case, ancora intatte. Oltre ai sentimenti personali, ve ne sono altri di cui prendere atto: arriva un cardinale, ebreo convertito, di cui tutti sono molto orgogliosi; durante le varie tappe, i polacchi, sempre premurosi e gentili, non si mischiano mai ai viaggiatori; sono ammissioni di appartenere a un gruppo, dimensione che Helena aveva sinora ignorato, non per sua volontà.

## Edizioni
In lingua italiana
- Helena Janeczek, Lezioni di tenebra, romanzo, Mondadori, Milano 1997
- Helena Janeczek, Lezioni di tenebra, Guanda, Parma 2011 ISBN 978-88-6088-266-0
- Helena Janeczek, Lezioni di tenebra, Guanda, Parma 2018 ISBN 978-88-235-2179-7

In altre lingue
- (FR)  Helena Janeczek, Traverser les ténèbres, trad. Marguerite Pozzoli, Actes sud, Arles 2014
- (DE)  Helena Janeczek, Lektionen des Verborgenen, Moshe Kahn; Verlag Kiepenheuer & Witsch, Köln 2017